# ムラシゲスクーグ培地
ムラシゲスクーグ培地（ムラシゲスクーグばいち、英: Murashige and Skoog medium、MSOまたはMS0(MS-ゼロ)）とは、植物細胞の培養に学術的に用いられる培地である。MSOは、植物学者のムラシゲ・トシオ（英: Toshio Murashige）とフォルク・カール・スクーグ（英: Folke Karl Skoog）により1962年に開発された。MSの後に表記される数字はこの培地中のスクロース濃度を示す。例えば、MS0はスクロースを含まず、MS20は20g/L含む。MS0及びこれの改変培地は、今日、科学者の間で植物組織培養に最もよく用いられている。

## 歴史
ムラシゲはもともと、スクーグの研究室での博士課程の学生としてタバコ搾汁に存在する未発見の成長ホルモンを発見するために研究を始めた。研究の結果、タバコの果汁およびそれを燃焼して得られた灰の分析から、特定のミネラルが以前知られていたよりも植物組織中に高い濃度で存在することが発見されたが、結局、目的の新規ホルモンは発見できなかった。しかし、この研究から、既存の植物培養の手法から、与える栄養素、特に窒素分の量水準を変化させることにより植物生長をより高められることが実証された。

## 材料
MS0の組成を以下に示す。pHは5.8に調節する。

### 多量要素
- 硝酸アンモニウム (NH4NO3) 1,650 mg/l
- 塩化カルシウム (CaCl2 • 2H2O) 440 mg/l
- 硫酸マグネシウム (MgSO4 • 7H2O) 370 mg/l
- リン酸カリウム (KH2PO4) 170 mg/l
- 硝酸カリウム (KNO3) 1,900 mg/l

### 微量要素
- ホウ酸 (H3BO3) 6.2 mg/l
- 塩化コバルト (CoCl2 • 6H2O) 0.025 mg/l
- 硫酸銅 (CuSO4 • 5H2O) 0.025 mg/l
- 硫酸鉄 (FeSO4 • 7H2O) 27.8 mg/l
- 硫酸マンガン(II) (MnSO4 • 4H2O) 22.3 mg/l
- ヨウ化カリウム (KI) 0.83 mg/l
- モリブデン酸ナトリウム (Na2MoO4 • 2H2O) 0.25 mg/l
- 硫酸亜鉛 (ZnSO4•7H2O) 8.6 mg/l
- Na2EDTA • 2H2O 37.2 mg/l

### ビタミンと有機化合物
- myo-イノシトール 100 mg/l
- ニコチン酸 0.5 mg/l
- 塩酸ピリドキシン 0.5 mg/l
- チアミン • HCl 0.1 mg/l
- インドール-3-酢酸(IAA) 1–30 mg/l
- カイネチン 0.04–10 mg/l
- グリシン (再結晶して精製してから用いる) 2.0 mg/l
- 加水分解処理したラクトアルブミン 1.0 g/l
- 寒天 10 g/l